# Primula henryi
Primula henryi là một loài thực vật có hoa trong họ Anh thảo. Loài này được (Hemsl.) Pax miêu tả khoa học đầu tiên năm 1905.